# Vladimír Karfík

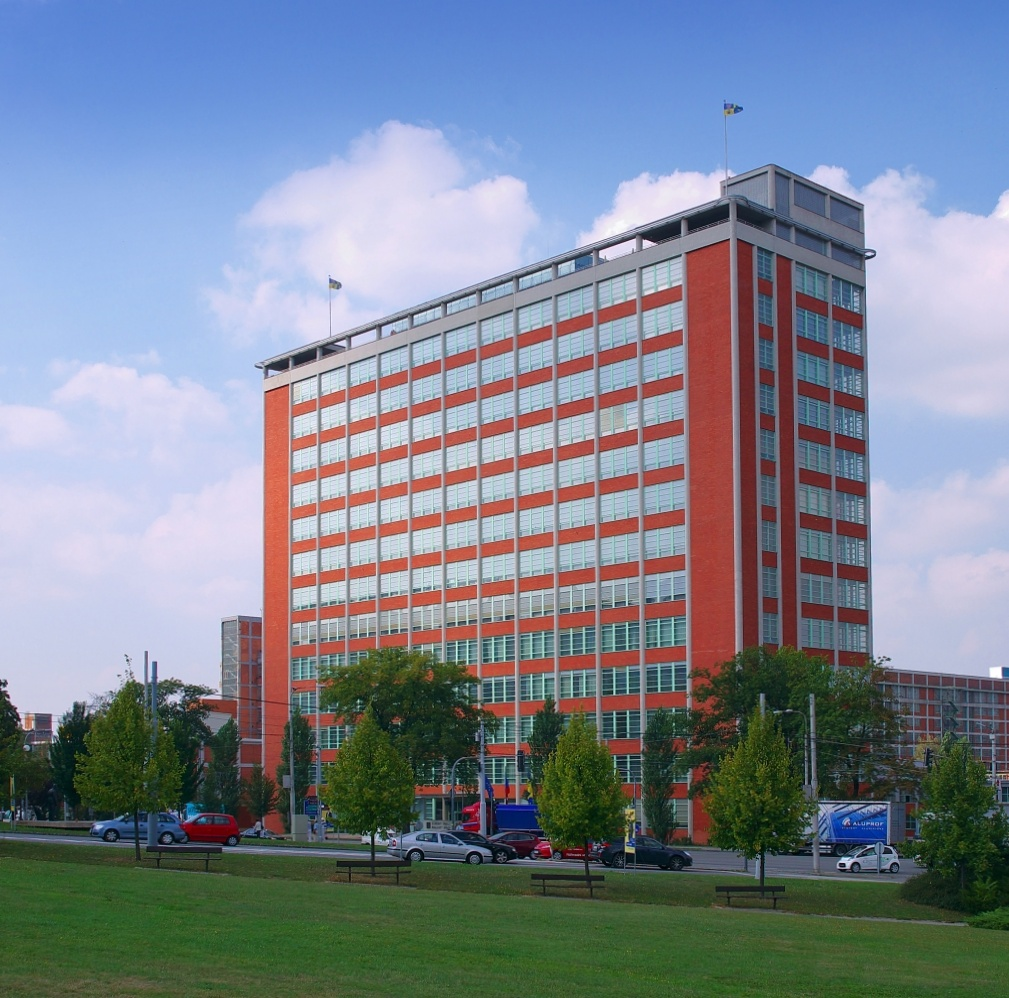
Edificio administrativo de la fábrica Baťa, Zlín (1935-1938)

Vladimír Karfík (Idrija, 26 de octubre de 1901-Brno, 6 de junio de 1996) fue un arquitecto racionalista checo. 

## Trayectoria
Estudió en la Universidad Técnica de Praga (1919-1924). Completó su formación en el estudio de Le Corbusier en París (1925-1926) y trabajó unos años en Estados Unidos, primero en los estudios Schmidt-Garden-Ericson y Holabird & Root y después con Frank Lloyd Wright en Taliesin (Wisconsin).
De regreso a su país, en 1930 entró a trabajar en la compañía Baťa en Zlín, para la que realizó algunas de sus mejores obras: la iglesia de la Exaltación de la Santa Cruz en Petržalka, Bratislava (1930), la Casa de la Cultura de Zlín (1932), los grandes almacenes Baťa en Bratislava (1932), el edificio administrativo de la fábrica Baťa en Zlín (1935-1938, actual sede del Gobierno de la Región de Zlín), la Casa de la Cultura de Otrokovice (1936) y los grandes almacenes Baťa en Ámsterdam (1937), así como varias casas unifamiliares estandarizadas para las urbanizaciones de Baťa en Zlín, Brno, Baťovany y Belcamp (Estados Unidos).
Tras la Segunda Guerra Mundial se estableció en Bratislava, donde abrió su propio estudio, activo hasta 1978. Con Emil Belluš fundó la Universidad Técnica Eslovaca en Bratislava. En 1949 realizó la iglesia del Sagrado Corazón de Jesús en Partizánske y, en 1953, construyó el primer edificio de viviendas prefabricadas de Eslovaquia, que replicó en otros proyectos similares en los siguientes años.
Entre 1979 y 1983 se estableció en Malta, donde realizó la ampliación del Museo de Bellas Artes de La Valeta. Desde 1983 residió en Brno.